# 我每静念那十字架
我每静念那十字架（When I Survey the Wondrous Cross）是一首以撒·華茲的赞美诗, 1707年发表于Hymns and Spiritual Songs。  相对于只使用转述圣经经文的早期英文赞美诗风格,它具有创新意义，尽管第二节前两行还是转述自保罗在加拉太书6章14节。诗歌《我每静念》可以被看做是英语巴洛克文学。

## 曲

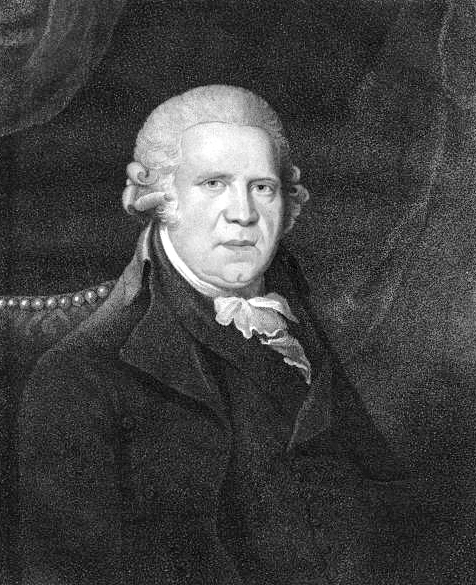
爱德华·米勒

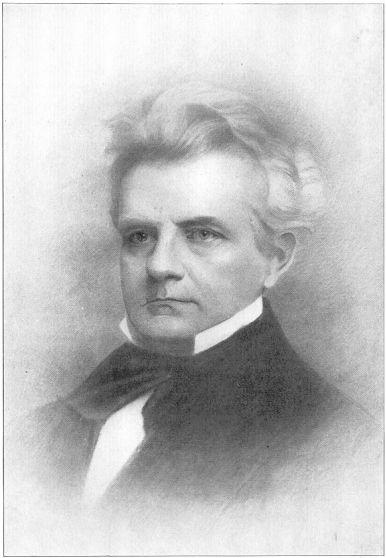
Lowell Mason

## 词

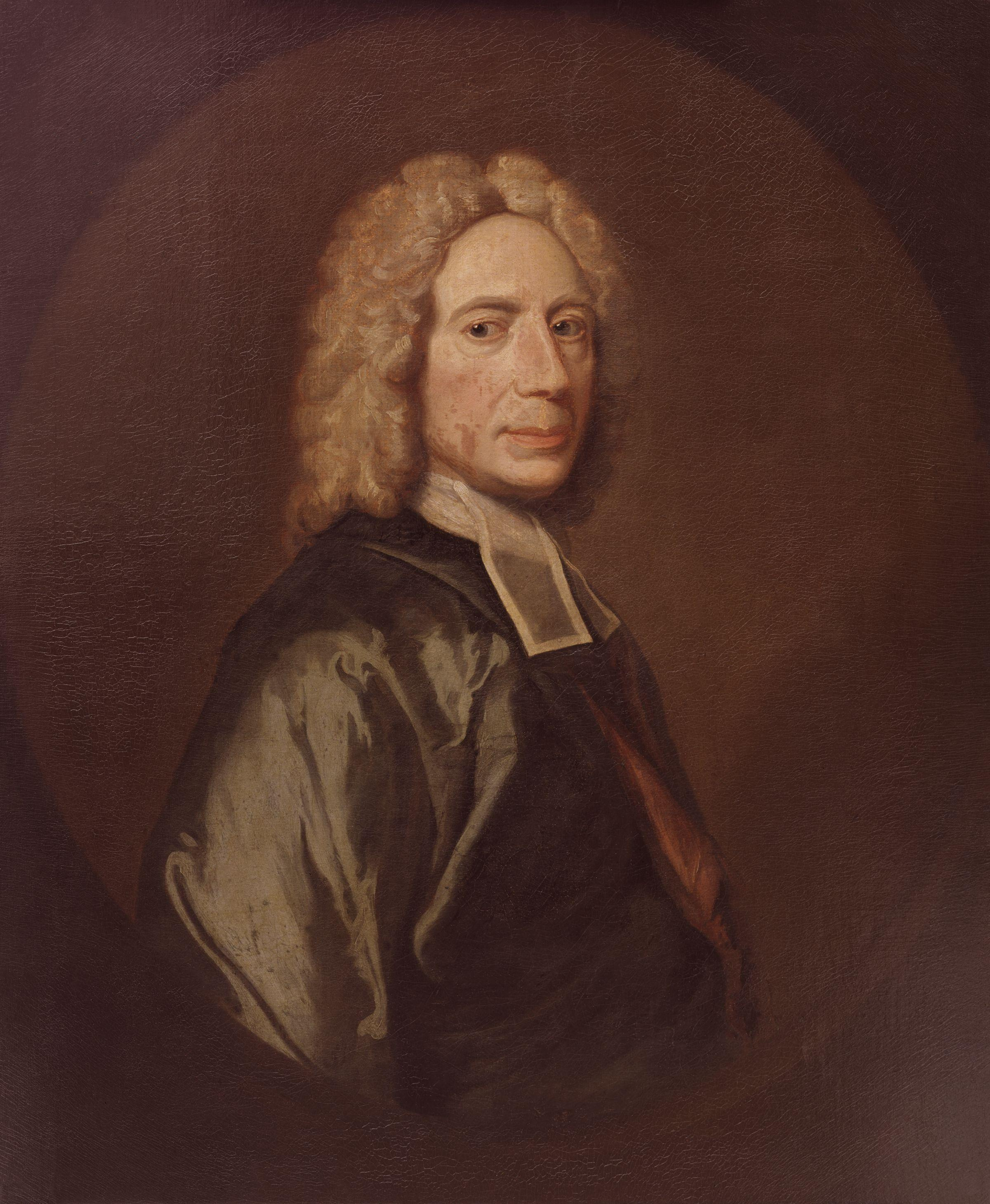
以撒·華茲

1.我每静念那十字架，

并主如何在上受熬，

我就不禁浑忘身家，

鄙视从前所有倨傲。

2.愿主禁我别有所夸，

除了基督的十字架。

前所珍爱虚空荣华，

今为他血情愿丢下。

3.看从他头！他脚！他手！

忧情慈爱和血而流！

哪有爱忧如此相遘，

荆棘编成如此冕旒？

	
4.看他全身满被水血，

如同穿上朱红衣饰；

因此我与世界断绝，

世界向我也像已死。

5.假若宇宙都归我手，

尽以奉主仍觉可羞；

爱既如此奇妙深厚，

当得我心、我命、所有。